# Парамеции
Параме́ции, или инфузории туфельки (лат. Paramecium) — род инфузорий, включающий несколько сотен видов, в том числе множество видов-двойников. Длина тела различных представителей составляет от 50 до 350 микрометров.

## Строение и биология
Реснички покрывают тело простейшего, их биение позволяет клетке двигаться вперёд. Ротовая бороздка покрыта околоротовыми ресничками, которые пригоняют пищу в клеточную глотку парамеций. Питаются парамеции бактериями и другими мелкими одноклеточными организмами. Некоторые виды (Paramecium bursaria) имеют эндосимбионтов-зоохлорелл, от которых получают бо́льшую часть пищи. Известен также симбиоз Paramecium aurelia с бактериями (каппа-частицами), который превращает штаммы инфузорий в «киллерные». Киллерные штаммы выделяют в среду каппа-частицы, которые при поглощении их чувствительными (лишёнными каппа-частиц) штаммами вызывает их гибель. Осморегуляция осуществляется двумя сократительными вакуолями, которые активно выводят из клетки воду, поступившую из окружающей среды. Парамеции предпочитают кислые условия среды.

## Генетика
Геном одного из видов (Paramecium tetraurelia) полностью расшифрован. Как было установлено, он содержит около 40 000 кодирующих белки генов (примерно в два раза больше, чем человеческий). Показано, что число генов увеличилось в результате трёх последовательных дупликаций исходного генома, последняя из которых произошла в период возникновения видов-двойников комплекса P. teraurelia. Генетический код у парамеций отличается от универсального генетического кода, в частности, у них есть только один кодон, обозначающий конец синтеза полипетидной цепи (стоп-кодон) (обычно их три).

## Видео-галерея
- Paramecium bursaria, вид вместе с симбиотической водорослью
- Paramecium putrinum
- Paramecium
- Конъюгация Paramecium caudatum